# Oceanapia putridosa
Oceanapia putridosa är en svampdjursart som först beskrevs av Jean-Baptiste Lamarck 1815.  Oceanapia putridosa ingår i släktet Oceanapia och familjen Phloeodictyidae. Inga underarter finns listade i Catalogue of Life.